# Granby (Missouri)
Granby – miasto w Stanach Zjednoczonych, w stanie Missouri, w hrabstwie Newton.